# 9826 Ehrenfreund
9826 Ehrenfreund eller 2114 T-3 är en asteroid i huvudbältet som upptäcktes den 16 oktober 1977 av den nederländsk-amerikanske astronomen Tom Gehrels och det nederländska astronomparet Ingrid van Houten-Groeneveld och Cornelis Johannes van Houten vid Palomarobservatoriet. Den är uppkallad efter astrofysikern Pascale Ehrenfreund.
Asteroiden har en diameter på ungefär 8 kilometer och den tillhör asteroidgruppen Eos.